# Летња универзијада 1965.
IV Летња Универзијада 1965. одржанана је у Будимпешти Мађарска од 20. августа до 28. августа 1965. године. Отварање је било на Неп стадиону.
На Универзијади је учествовало 32 земаља са 1729 спортиста. Заједно са руководиоцима, тренерима и другим пратиоцима, број учесника је је био 2.600. По први пут су на Универзијади учествовали и студенти САД, који до тада нису појављивали јер нису имали јединствену студентску спортку организацију.
Програм је остао непромењен као и на III Универзијади, са додатком кашарке за жене која је била изостављена на прошлој универзијади.

### Спортови на Универзијади
- Атлетика (29)
- Кошарка (2)
- Мачевање (8)
- Пливање (15)
- Скокови у воду (4)
- Ватерполо (1)
- Спортска гимнастика (2)
- Тенис (5)
- Одбојка (2)

## Биланс медаља по спортовима

### Атлетика
| Плас. | Држава               | Злато | Сребро | Бронза | Укупно |
| ----- | -------------------- | ----- | ------ | ------ | ------ |
| 1     | Совјетски Савез      | 7     | 5      | 6      | 18     |
| 2     | Италија              | 4     | 2      |        | 6      |
| 3     | Мађарска             | 3     | 4      | 3      | 10     |
| 3     | Сједињене Државе     | 3     | 4      | 3      | 10     |
| 5     | Западна Немачка      | 3     | 2      | 4      | 9      |
| 6     | Пољска               | 3     | 2      | 1      | 6      |
| 7     | Јапан                | 2     |        | 1      | 3      |
| 8     | Бугарска             | 1     | 1      |        | 2      |
| 8     | Румунија             | 1     | 1      |        | 2      |
| 10    | Канада               | 1     |        | 3      | 4      |
| 11    | Шведска              | 1     |        | 1      | 2      |
| 9     | Уједињено Краљевство |       | 2      | 4      | 6      |
| 10    | Француска            |       | 2      | 2      | 4      |
| 11    | Куба                 |       | 2      |        | 2      |
| 12    | Холандија            |       | 1      |        | 1      |
| 12    | Чехословачка         |       | 1      |        | 1      |
| 14    | Аустрија             |       |        | 1      | 1      |
| 14    | СФРЈ                 |       |        | 1      | 1      |
|       | Укупно (14)          | 29    | 29     | 30     | 88     |

### Кошарка
| Плас. | Држава           | Злато | Сребро | Бронза | Укупно |
| ----- | ---------------- | ----- | ------ | ------ | ------ |
| 1     | Совјетски Савез  | 1     | 1      |        | 2      |
| 2     | Сједињене Државе | 1     |        |        | 1      |
| 3     | Чехословачка     |       | 1      |        | 1      |
| 4     | Куба             |       |        | 1      | 1      |
| 5     | Мађарска         |       |        | 1      | 1      |
|       | Укупно (5)       | 2     | 2      | 2      | 6      |

### Тенис
| Плас. | Држава           | Злато | Сребро | Бронза | Укупно |
| ----- | ---------------- | ----- | ------ | ------ | ------ |
| 1     | Румунија         | 2     |        | 1      | 3      |
| 1     | Италија          | 2     |        | 1      | 3      |
| 3     | Сједињене Државе | 1     |        | 1      | 2      |
| 4     | Совјетски Савез  |       | 5      |        | 5      |
| 5     | Мађарска         |       |        | 1      | 1      |
| 6     | Холандија        |       |        | 1      | 1      |
|       | Укупно (6)       | 5     | 5      | 5      | 15     |

## Представници Југославије на Универзијади 1965
На Летњој Универзијади 1965 репрезентација Југославије је учествовала у аптлетици, пливању спортској гимнасици и одбојци (мушка екипа). Освојена је по једна златна и сребрна медаља и три бронзане.

### Освајачи медаља
| Спорт     | Медаља | Такмичар | Дициплина    | Резултат |
| --------- | ------ | --- | ------------ | -------- |
| Пливање   | злато  | Хилда Цајер | 400 слободно |          |
| Гимнстика | сребро | Мирослав Церар | вишебој      |          |
| Атлетика  | бронза | Невенка Мрињек | скок увис    | 1,63     |
| Гимнстика |        | екипно: Миролав Церар, Мартин Шрот, Аугуст Кусел, Манојло Чалија | вишебој      |          |
| Одбојка   |        | Бранислав Буратовић, Владимир Јанковић, Адолф Урнаут, Младен Кос, Љубомир Стојић, Зденко Шпет, Милош Грбић, Никола Миковић, Љубомир Бојић, Синиша Бакарац, Стеван Палишашки, Анђелко Срђак |              |          |